# Tiedemann Giese (1543–1582)
Tiedeman Giese (ur. 1543 w Gdańsku, zm. 20 lutego 1582 w Rydze) – polski dyplomata w służbie królów Zygmunta Augusta i Stefana Batorego, sekretarz Stefana Batorego.

## Życiorys
Jego stryj, o tym samym imieniu, Tiedemann Giese, był biskupem chełmińskim, a później warmińskim oraz przyjacielem Mikołaja Kopernika.
Urodził się jako czwarty syn Georga (Jerzego) Giesego, zamożnego kupca, rajcy i burgrabiego Gdańska, oraz jego żony Christine, z domu Krüger. Uczęszczał do gimnazjum humanistycznego Johanna Sturma w Strasburgu, uzyskał tytuł doktora obojga praw. Wiele podróżował po Europie, m.in. ok. 1572 zawiózł do Strasburga portret Kopernika (należący do rodziny po śmierci biskupa warmińskiego Tiedemanna Giesego), na podstawie którego sporządzono obraz, zawieszony później na zegarze astronomicznym tamtejszej katedry.
Mianowany przez Zygmunta Augusta referentem (sekretarzem) do spraw pruskich, wielokrotnie posłował od króla do stanów pruskich i do Gdańska. Miał opinię oddanego pracownika kancelarii królewskiej, szczególnie za czasów Stefana Batorego, a jednocześnie był nieoficjalnym reprezentantem interesów Gdańska na dworze. Cieszył się zaufaniem Jana Zamoyskiego, z którym był blisko związany. Ceniono go także na dworze władcy Prus Książęcych Albrechta Fryderyka i jego kuratora, margrabiego Jerzego Fryderyka z Ansbach. Giese pobierał od tego ostatniego pensję, starając się referować królowi jego punkt widzenia, m.in. w sprawie wojny z Moskwą i walki z opozycją stanową w Prusach. 10 lutego 1581 otrzymał od króla Stefana w dożywocie starostwo borzechowskie.
Podczas oblężenia Pskowa w toku wojny z Moskwą przebywał w obozie królewskim, w grudniu 1581 został posłany do Rygi, gdzie zabiegał o wsparcie finansowe od księcia kurlandzkiego, szlachty i mieszczan na opłacenie zaciężnych żołnierzy niemieckich. Zaopatrywał też armię oblężniczą w żywność, broń i fundusze. Na życzenie kanclerza gromadził plany zdobytych zamków. Prowadził propagandę na rzecz króla Stefana i Jana Zamoyskiego. Wysyłał relacje z wojny do Krakowa i Królewca. Na początku 1582 zachorował i 20 lutego zmarł na zamku w Rydze.